# Fédération des Églises du plein évangile en francophonie
La Fédération des Églises du Plein Évangile en Francophonie (FEPEF) est une association chrétienne évangélique d'églises charismatiques. Son siège est  à Osny, en France.  Elle compte 90 églises en France, en Belgique et au Luxembourg. Elle est membre du CNEF.

## Histoire
La Fédération a ses origines dans l’ASF ("Alliance Spirituelle et Fraternelle"), qui a été formée dans les années 1960. La FEPEF été fondée en 1975 avec quelques églises chrétiennes évangéliques sous le nom de "Fédération des Églises Libres de Pentecôte" . En 1985, l'Institut Biblique du Dauphiné à Grenoble est créé. En 1990, elle prend le nom de "Fédération des Églises du Plein Évangile de France".  En 2005, elle compte 60 églises affiliées en France. En 2009, elle devient la "Fédération des Églises du Plein Évangile en Francophonie". En 2011, elle compte 90 églises en France, en Belgique et au Luxembourg, avec environ 8 000 membres.

## Croyances
L'association est membre du CNEF.